# Pawel Petrowitsch Charin
Pawel Petrowitsch Charin (russisch Павел Петрович Харин; * 8. Juni 1927 in Leningrad; † 6. März 2023) war ein sowjetischer Kanute.

## Erfolge
Pawel Charin gab sein Olympiadebüt 1952 in Helsinki im Einer-Canadier über 10.000 Meter. Das Rennen beendete er nach 1:03:03,2 Stunden auf dem zehnten und letzten Platz.
Vier Jahre darauf nahm er an den Olympischen Spielen 1956 in Melbourne im Zweier-Canadier mit Grazian Botew an zwei Wettbewerben teil. Über 1000 Meter schlossen sie ihren Vorlauf etwa vier Sekunden hinter den Rumänen Alexe Dumitru und Simion Ismailciuc auf dem zweiten Platz ab, womit sie sich für den Endlauf qualifizierten. In diesem überquerten sie erneut hinter Dumitru und Ismailciuc die Ziellinie, ließen aber das restliche Teilnehmerfeld hinter sich. In einer Rennzeit von 4:48,6 Minuten mussten sie sich um 1,2 Sekunden den Rumänen geschlagen geben und hielten die Ungarn Károly Wieland und Ferenc Mohácsi um 5,7 Sekunden auf Distanz. Noch erfolgreicher verlief der Tags zuvor durchgeführte Wettbewerb auf der 10.000-Meter-Strecke. In 54:02,4 Minuten legten Botew und Charin die Renndistanz zurück. Sie kamen dabei mit einem deutlichen Vorsprung von 46 Sekunden vor Georges Dransart und Marcel Renaud aus Frankreich ins Ziel und erhielt als  Olympiasieger die Goldmedaille. Weitere 28,3 Sekunden später folgten die drittplatzierten Ungarn Imre Farkas und József Hunics.
Bei den Europameisterschaften 1957 in Gent gelang Charin mit Alexander Silajew im Zweier-Canadier über 1000 Meter der Titelgewinn, während sie über 10.000 Meter den zweiten Platz belegten.